# Gedamsa
Gedamsa (též Gadamsa nebo Gädamsa) je 7 × 9 km široká kaldera, nacházející se v centrální Etiopii, jihovýchodně od jezera Koka. Kaldera leží nad etiopským riftovým systémem a její východní okraj je protkán několika zlomy tohoto riftu. Kaldera byla vytvořena po sérii explozivních erupcí trachytických hornin. Pozdější fáze vulkanismu vytvořila na dně kaldery několik struskových kuželů ryolitového složení. Nejmladší horniny pocházejí z erupčních center v riftové zóně, kdy došlo k vylití malého množství čedičové lávy. Ze dvou lokalit je hlášena fumarolická aktivita.